# Chinandega
Chinandega là một khu tự quản thuộc tỉnh Chinandega, Nicaragua. Khu tự quản Chinandega có diện tích 687 ki lô mét vuông. Đến thời điểm năm 2005, huyện Chinandega có dân số 121793 người.